# رمز الروبية الهندية
رمز الروبية الهندية ⟨ ₹ ⟩ هو رمز العملة للروبية الهندية (أيزو 4217)، العملة الرسمية للهند. تم تصميمه بواسطة د. أودايا كومار، وتم تقديمه للجمهور من قبل حكومة الهند في 15 يوليو 2010، بعد اختياره من خلال مسابقة مفتوحة بين المقيمين الهنود. قبل اعتمادها، كانت الرموز الأكثر استخدامًا للروبية هي ⟨ Rs ⟩، ⟨ Re ⟩ أو في النصوص باللغات الهندية، اختصار مناسب في اللغة المستخدمة. يعتمد التصميم على الحرف الديفاناجاري (ديوناكري) بخط أفقي مزدوج في الأعلى والحرف اللاتيني الكبير⟨ R ⟩ بدون شريطه الرأسي.

## أصل العملة
في 5 مارس 2009، أعلنت الحكومة الهندية عن مسابقة لإنشاء علامة للروبية الهندية. خلال ميزانية الاتحاد لعام 2010، قال وزير المالية الاتحادي آنذاك براناب موخيرجي إن اللافتة المقترحة يجب أن تعكس وتلتقط الروح والثقافة الهندية. من بين حوالي 3331 ردًا تم تلقيها، تم اختيار خمسة رموز. كانت هذه هي المشاركات من نونديتا كوريا-مهروترا، وهيتيش بادماشالي، وشيبين كيه كيه، وشاه روخ جيه إيراني، ودي أودايا كومار. كان من المقرر اختيار أحدهم في اجتماع مجلس وزراء الاتحاد الهندي الذي عقد في 24 يونيو 2010. ومع ذلك، تم تأجيل القرار بناءً على طلب وزير المالية،  وتم اتخاذ القرار النهائي عندما اجتمعوا مرة أخرى في 15 يوليو 2010،  عندما اختاروا الرمز الذي ابتكره أودايا كومار، الأستاذ المشارك في معهد جواهاتي للتكنولوجيا.

## تصميمه
العلامة الجديدة عبارة عن مزيج من الحرف الديفاناجاري والحرف اللاتيني الكبير ⟨ R ⟩ بدون شريطه الرأسي. تشير الخطوط المتوازية في الأعلى (مع وجود مساحة بيضاء بينها) إلى العلم الهندي ثلاثي الألوان وتصور أيضًا علامة المساواة التي ترمز إلى رغبة الأمة في تقليل التفاوت الاقتصادي. تم تصميم الرمز المختار النهائي بواسطة د. أودايا كومار، حاصل على بكالوريوس في الهندسة المعمارية و(في ذلك الوقت) طالب تصميم مرئي في مركز التصميم الصناعي في المعهد الهندي للتكنولوجيا في بومباي . يتم شرح الأفكار والفلسفة وراء التصميم في هذا العرض التقديمي.

## الموافقة
قد وافقت وزارة المالية وإدارة الشؤون الاقتصادية بحكومة الهند على العلامة. تمت الموافقة على ذلك من قبل سوشيل كومار، وكيل وزارة حكومة الهند في عام 2010.

## الاستخدام

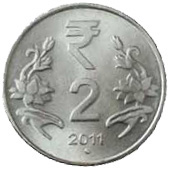
عملة 2 روبية هندية

بعد اعتماد الرمز في يوليو 2010، قالت الحكومة الهندية إنها ستحاول اعتماد الرمز في غضون ستة أشهر داخل البلاد وعلى مستوى العالم في غضون 18 إلى 24 شهرًا. بدأت البنوك الكبرى أيضًا في طباعة الشيكات بعلامة الروبية الهندية الجديدة، بدلاً من استخدام العلامة التقليدية ⟨₨⟩. بدأت إدارة البريد الهندية أيضًا في طباعة طوابع بريدية تحمل علامة الروبية الهندية الجديدة، عندما أصدرت طوابع تذكارية لدورة ألعاب الكومنولث في 3 أكتوبر 2010. في خطابه حول الميزانية في 28 فبراير 2011، أعلن وزير المالية براناب موخيرجي أن العلامة سيتم دمجها في إصدارات العملات المستقبلية. تم طرح عملات معدنية من فئة 1  ، و2  ، و5  ، و10  تحمل رمز الروبية الجديد للتداول. اعتبارًا من يناير 2012، تم دمج علامة الروبية الهندية الجديدة في الأوراق النقدية بفئات 10  و100  و500  و1000   واعتبارًا من 12 أبريل 2012 تم تمديد ذلك إلى فئات 20  و50  .

## الرمز وإدخال لوحة المفاتيح
في 10 أغسطس 2010، وافقت اللجنة الفنية لليونيكود على موقف الكود المقترح، أصبح أوبونتو أول نظام تشغيل يدعم رمز الروبية الهندية افتراضيًا في عام 2010. منذ إصداره 10.10، كان يدعم الرمز بشكل جاهز للاستخدام،  حيث تمت إضافته إلى عائلة خطوط Ubuntu بواسطة أحد المساهمين.  ومنذ ذلك الحين، تم تضمينه في توزيعات Linux المختلفة. في الأنظمة التي تعمل بنظام Ubuntu، ومعظم توزيعات Linux الأخرى وكروم أو إس ، يمكن كتابة الرمز باستخدام Ctrl+⇧ Shift+u  2+0+B+9+Space (أو ببساطةAltGr+4 إذا تم استخدام إعداد اللغة 'الإنجليزية (الهند).
في 18 مايو 2011، أصدرت مايكروسوفت تحديثًا برقم KB2496898 لأنظمة التشغيل ويندوز فيستا وويندوز سيرفر 2008 وويندوز7 وويندوز سيرفر 2008 R2 ليشمل الدعم لهذا الرمز الجديد للروبية الهندية. مع تحديث ويندوز، أصبح من الممكن الآن استخدام إدخال نص الكود البديل للحصول على رمز الروبية الهندية:Alt +8377 . في الأنظمة التي تعمل بنظام ويندوز 8 أو الإصدارات الأحدث، يمكن كتابة الرمز باستخدام تخطيط لوحة المفاتيح "الإنجليزية (الهند)" مع مجموعة المفاتيحAltGr +4 (أوCtrl +Alt +4 أوCtrl +⇧ Shift +4 ). تحتوي لوحات المفاتيح الحديثة للسوق الهندية على الرمز المحفورعلى 4 مفتاح كرسومات بديلة.

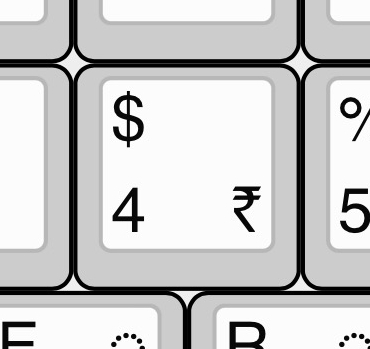
رمز العملة الهندية على لوحة المفاتيح

أضافت شركة Apple Inc. الدعم لرمز الروبية مع نظام التشغيل iOS 7 في عام 2013. يتضمن نظام التشغيل ماك أو إس إكس ليون أيضًا رمز الروبية الهندية الجديد، والذي يمكن العثور عليه في "عارض الأحرف". اعتبارًا من نظام التشغيل ماك أو إس إكس ماونتين ليون، يمكن للمستخدمين الذين يستخدمون لوحة المفاتيح الديفاناغارية إدخال رمز الروبية الهندية الجديد عن طريق الكتابة⌥ Option -4 (مجموعة تؤدي إلى رمز السنت على تخطيط لوحة المفاتيح الأمريكية).

## رمز بايسا
رمز للبايسا ⟨ تم تصميم ⟩ أيضًا باستخدام نفس المفهوم المستخدم في رمز الروبية.  ومع ذلك، بما أن عملات البايزا لم تعد تُسك، ومنذ عام 2019 تم إلغاء تداول معظم فئات البايزا، فهي غير متداولة. وبما أن بنك الاحتياطي الهندي كان قد توقف بالفعل عن سك أي عملات معدنية من فئة البايزا قبل هذا الاقتراح، فإن الرمز المقترح لم يظهر مطلقًا على أي عملات معدنية.

## الجدل
تم الطعن في عملية اختيار رمز الروبية الهندية في المحكمة العليا في دلهي، من قبل الملتمس راكيش كومار، الذي كان مشاركًا في المسابقة، ووصف العملية بأنها "مليئة بالتناقضات" و"معيبة"، وسمى وزارة المالية ورئيس لجنة اختيار رمز الروبية الهندية كمستجيبين. في 26 نوفمبر 2010، رفضت هيئة واحدة من قضاة محكمة دلهي العليا الالتماس المقدم، مشيرة إلى عدم وجود أساس مبرر للادعاءات المذكورة. مع ذلك، في وقت لاحق، أصدرت محكمة دلهي العليا، في 30 يناير 2013، في WP (c) 2449/2012 بعنوان راكيش كومار سينغ ضد اتحاد الهند (PIL) والمدرجة أمام هيئة المحكمة العليا والقاضي السيد VK Jain، علمًا بالمخالفات والتعسف المتضمنين في المسابقات العامة لتصميم الرموز أو الشعارات أو تصميم الشعارات بأساليب أخرى للهيئات أو المؤسسات الوطنية المهمة، وفي حكمها وجهت جميع وزارات حكومة الهند لصياغة أو إعداد إرشادات لضمان الشفافية والمشاركة الأوسع للجمهور وأيضًا أن تكون هذه الإرشادات ذات طبيعة موحدة وموحدة مع بعضها البعض.
في 11 أبريل 2013، قامت وزارة المالية بتشكيل المبادئ التوجيهية لإجراء المسابقات العامة لتصميم الرمز أو الشعار.